# Kozacy czarnomorscy
Kozacy czarnomorscy lub Kozackie Wojsko Czarnomorskie byli wojskiem kozackim utworzonym przez Imperium Rosyjskie w 1787, złożonym z Kozaków zaporoskich, po likwidacji Siczy Zaporoskiej przez Katarzynę II.
Po 1792 roku, pod dowództwem Antona Hołowatego (od 1796 atamana koszowego), zostali przeniesieni gramotą Katarzyny II na Kubań. Osiedlili się tam wokół założonego w styczniu 1794 i zbudowanego przez siebie Jekaterynodaru. Odegrali ważną rolę w wojnie rosyjsko-tureckiej 1787-1792 i dziewiętnastowiecznych wojnach Imperium Rosyjskiego – z ludami Kaukazu, z Imperium Osmańskim i Persją, brali udział w wojnie krymskiej. Od 1860 Czarnomorskie Wojsko Kozackie wraz z częścią oddziałów Kaukaskiego Liniowego Wojska Kozackiego tworzyło Kozackie Wojsko Kubańskie.